# Yvonne Ostroga
Yvonne Ostroga, née le 6 mars 1897 à Menton et morte le 9 décembre 1981 au Mesnil-Saint-Denis, est une femme de lettres française, auteur d'ouvrages pour enfants.

## Biographie
Yvonne Zoé Mroczkowski Ostroga est la fille de Félix Ostroga et Jeanne Reclus, et compte parmi ses grands-parents Valerien Ostroga et Élisée Reclus.
Elle épouse à Paris en 1951  Raymond Marie Joseph de Romanet de Beaune (1887-1976), maître de recherches au CNRS. Elle est secrétaire de Paul Bourget et collaboratrice de Pierre Benoit, et entre 1941 et 1967,  membre du Service des acquisitions de la Bibliothèque nationale de France.

## Publications
- Petites filles de la vieille France, Hachette, 1921, 191 p.
- Quand les fées vivaient en France, Hachette, 1923, 175 p.
- Les Animaux aux jeux olympiques, 1924, 32 p.
- De bonnes Histoires, Hachette, 1924
- Le vieux saule, Plon, 1931, 181 p.
- Les indépendantes, 25 professions pour les jeunes filles d'aujourd'hui, Hachette, 1932, 243 p.
- Malou licenciée, J. Tallandier, 1932, 255 p.
- Merveilles de France, métiers et cultures, paysages de France, Mame, 1942, 350 p.
- Fées et petites filles de la vieille France, Hachette, 1948, 256 p.
- Aventures de Ratinet le Tailleur, Hachette
- Les Animaux Boy-Scouts, Hachette
- Quelques bons tours, Hachette
- Nos bébés chiens, Hachette

## Distinctions
- 1922 : Prix Dodo pour Petites filles de la vieille France
- 1933 : Prix Montyon pour Les indépendantes, 25 professions pour les jeunes filles d'aujourd'hui